# Ritratto di Giacinta Galimberti
Ritratto di Giacinta Galimberti è un dipinto a olio su tela e misura cm 60x46 eseguito nel 1861 circa dal pittore italiano Mosè Bianchi.
È conservato nei Musei Civici di Monza.